# Nowogródzka Kolej Wąskotorowa
Nowogródzka Kolej Wąskotorowa – istniejąca w latach 1915–1965 sieć wąskotorowych linii kolejowych na Kresach Wschodnich. Główną i jedyną eksploatowaną w publicznym ruchu pasażerskim po I wojnie światowej była linia Nowojelnia – Skrzydlewo – Nowogródek/Lubcza.
W chwili powstania ziemie przez które biegły były pod okupacją niemiecką oraz austro-węgierską. Następnie znajdowały się na terytorium II Rzeczypospolitej. W latach 1939–1941 w Związku Sowieckim, następnie do 1944 pod okupacją niemiecką, później znów w ZSRR. Obecnie dawna trasa kolei znajduje się na terenie Białorusi.

## Historia

### I wojna światowa
W styczniu 1916 roku wojska niemieckie uruchomiły kolej wąskotorową ze stacji normalnotorowej Nowojelnia (na linii kolejowej Baranowicze – Lida) przez Zarój, Skrzydlewo (nazywane również Skrzydłowo), Korostową, Basino, Nowosiółki, do Lubczy. Ze Skrzydlewa prowadziła odnoga do Nowogródka, natomiast z Kotostowej do Koreliczy. Powstała też odnoga z Zaroju przez Siegdę do miejscowości Wołczy. Na tej linii oraz wymienionych odgałęzieniach ruch prowadzono trakcją paraową. Ponadto budowano odgałęziania do linii frontu, na których ruch prowadzono trakcją konną, później też motorową. Odgałęzienie takie na tej linii było z Nowosiółek do Pantusiewiczy i Zagórza.
W kwietniu tego samego roku uruchomiono też drugą linię o trakcji parowej prowadzącą z Mołczadzi przez Horodyszcze, Poruczyn, Rawiny, Trutnową, Saberową do Siegdy, gdzie łączyła się z linią opisaną wyżej. W tym samym czasie uruchomiono też trzecią linię biegnącą z Samoszy, przez Krypowicze do Horodyszczy. Od obu tych linii wyprowadzono szereg odgałęzień do linii frontu z trakcją konną, później motorową, m.in.:
- Saberdowa – Wołoki
- Trunowa – Ramejki – Holzfällerhütte
- Trunowa – Olszany
- Rawiny – Snorbotowicze, skąd rozchodziły się linie do m.in. Podgajna
- Poruczyn – Romany
- Horodyszcze – Pierewołokie
- Horodyszcze – Michnowszczyzna
- Krypowicze – Nowosiółki

Też w 1916 roku powstała linia Domaszewicze – Stołowicze. Najprawdodobniej wiosną 1918 roku połączona została ze stacją Horodyszcze.
Łączna długość linii z trakcją parową wynosiła około 150 km, natomiast z trakcją konną prawie drugie tyle. Trakcję motorową zaczęto wprowadzać jesienią 1917 roku.
W kwietniu prowadzenie ruchu na całej sieci przekazano wojskom austro-węgierskim, pozostawiając jednak tabor niemiecki, który składał się wówczas z 14 parowozów, głównie tzw. HF-ek oraz 101 wagonów towarowych i 20 wózków do przewozu drewna.
Po podbiskaniu traktu brzeskiego, wiosną 1918 roku rozpoczęto rozbiórkę części stacji oraz linii. Rozebrano wówczas całkowicie stację Mołczadź, częściowo stację Nowojelnia oraz linię Mołczadź – Horodyszcze.

### II Rzeczpospolita
W 1919 roku kolej przejęły siły bolszewików. Prowadzili oni eksploatację niektórych linii, część jednak rozebrali. Planowali też przedłużyć linię Nowojelnia – Nowogródek w kierunku linii kolejowej Brześć – Mińsk. Planu tego jednak nie zrealizowano, gdyż w 1920 roku sieć przeszła pod zarząd polski, początkowo wojskowy, później przez Dyrekcję Kolei Państwowych w Wilnie.
W 1922 roku linię Nowojelnia – Skrzydłowo – Lubcza, z odgałęzieniem Skrzydłowo – Nowogródek zaliczono do kolei pierwszorzędnych użytku publicznego. Dokano wtedy przedbudowy linii na kolej stałą. Złagodzono niektóre łuki, w wyniku czego długość linii zmalała z 75 do 64 kilometrów. Powstały też nowe mosty nad rzekami: Wołowicza i Ossa.
Od 1922 roku na tej linii kursowała 1 para pociągów Nowojelnia – Nowogródek, w wybrane dni tygodnia wydłużona do Lubczy. Od 1924 roku kursowały dwie pary pociągów, z czego jedna była wydłużona do Lubczy. Od 1927 roku wprowadzano wagony 2 klasy i wprowadzono trzecią parę pociągów Nowojelnia – Nowogródek.
W 1930 roku uruchomiono nowe przystanki: Koryca I, Koryca II, Łopuszno, Kuścino, Skrzydlewo, Horodeczno, Duże Worobjewicze, Niańków, Pantusiewicze oraz Aczukiewicze.
W 1933 roku wprowadzono czwartą parę pociągów w relacji Nowojelnia – Lubcza. W 1939 roku uruchomiono dodatkową, piątą parę pociągów Nowojelnia – Nowogródek. 
W 1935 roku planowano przebudować odcinek Nowojelnia – Nowogródek, jednak planów tych nie zrealizowano. 
Jako koleje użytku gospodarczego eksploatowano linie:
- Zarój – Domaszewicze (78 km)
- Korostowa – Korelicze (20 km)
- Pantusiewicze – Zagórze (13 km)

Eksploatację prowadziły prywatne spółki prowadzące wycinkę lasów, które dzierżawiły linie od PKP.
W latach 1929–1931 kryzys gospodarczy zmniejszył przewozy drewna. Najprawdopodobniej w 1932 roku rozebrano linię Korostowa – Korelicze.

### Po 1939 roku
W czasie II wojny światowej, kolej była obiektem ataków partyzantów.
W lipcu 1944 roku kolej zajęły siły radzieckie. W 1960 roku planowano przekuć odcinek Nowojelenia – Nowogródek na tor szeroki, jednak planu tego niezrealizowano.
W 1957 roku kolej przekuto na rozstaw 750 mm, jednak już w 1965 roku zawieszono ruch pasażerski, a w 1966 roku ruch towarowy. Zaraz potem linię rozebrano. Natomiast linię Zarój – Domaszewicze eksploatowano do lat 70. XX wieku.

## Tabor
Kolej eksploatowała parowozy typu HF. W okresie powojennym, po przekuciu linii na rozstaw 750 mm, eksploatowano parowozy serii TD-3.